# Kutur
Kutur (arab. قطور) – miasto w Egipcie, w muhafazie Al-Gharbijja. W 2006 roku liczyło 24 518 mieszkańców.